# Schimmelkopf

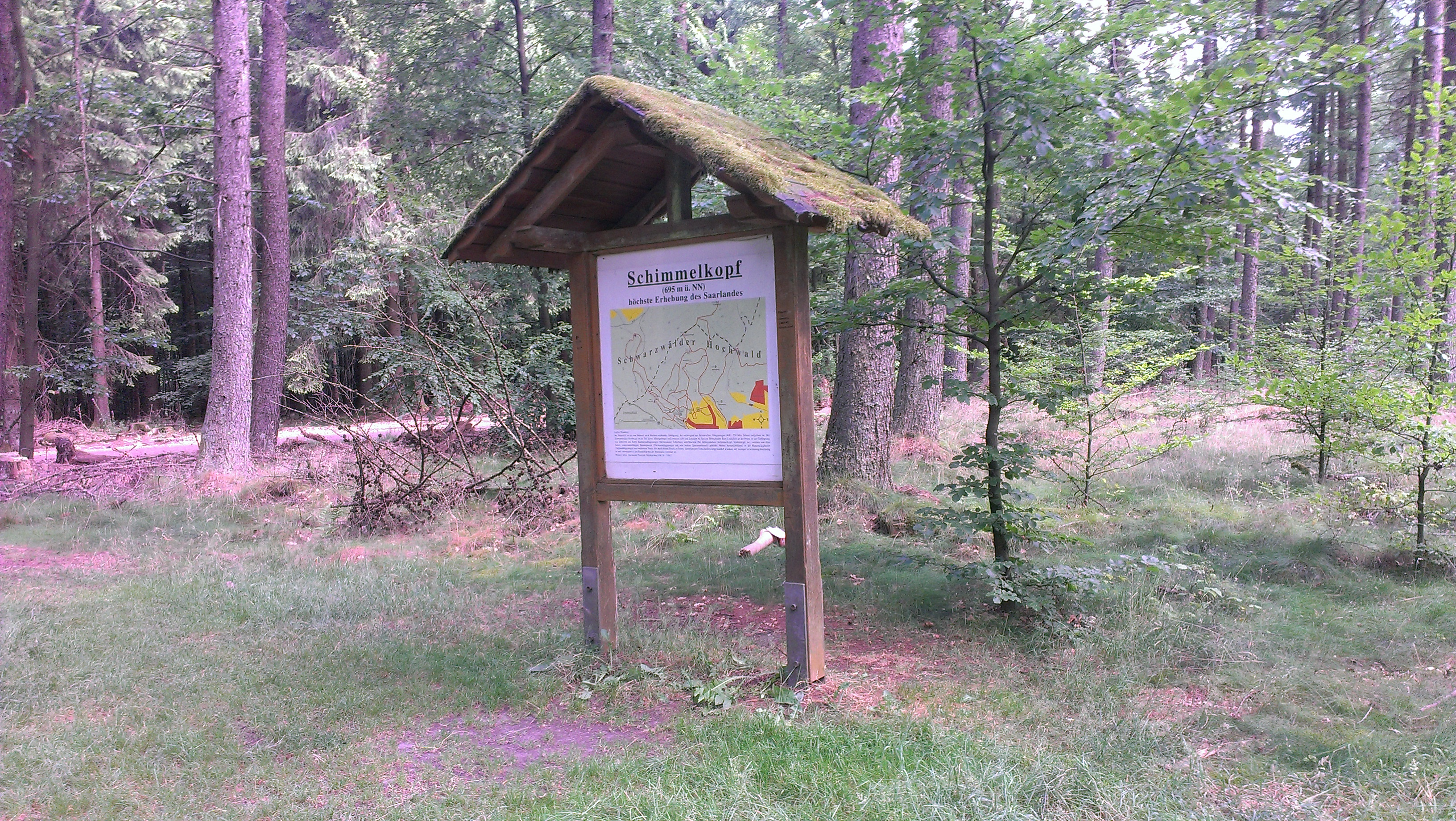
Informationstafel auf dem Schimmelkopf mit veralteter Höhenangabe

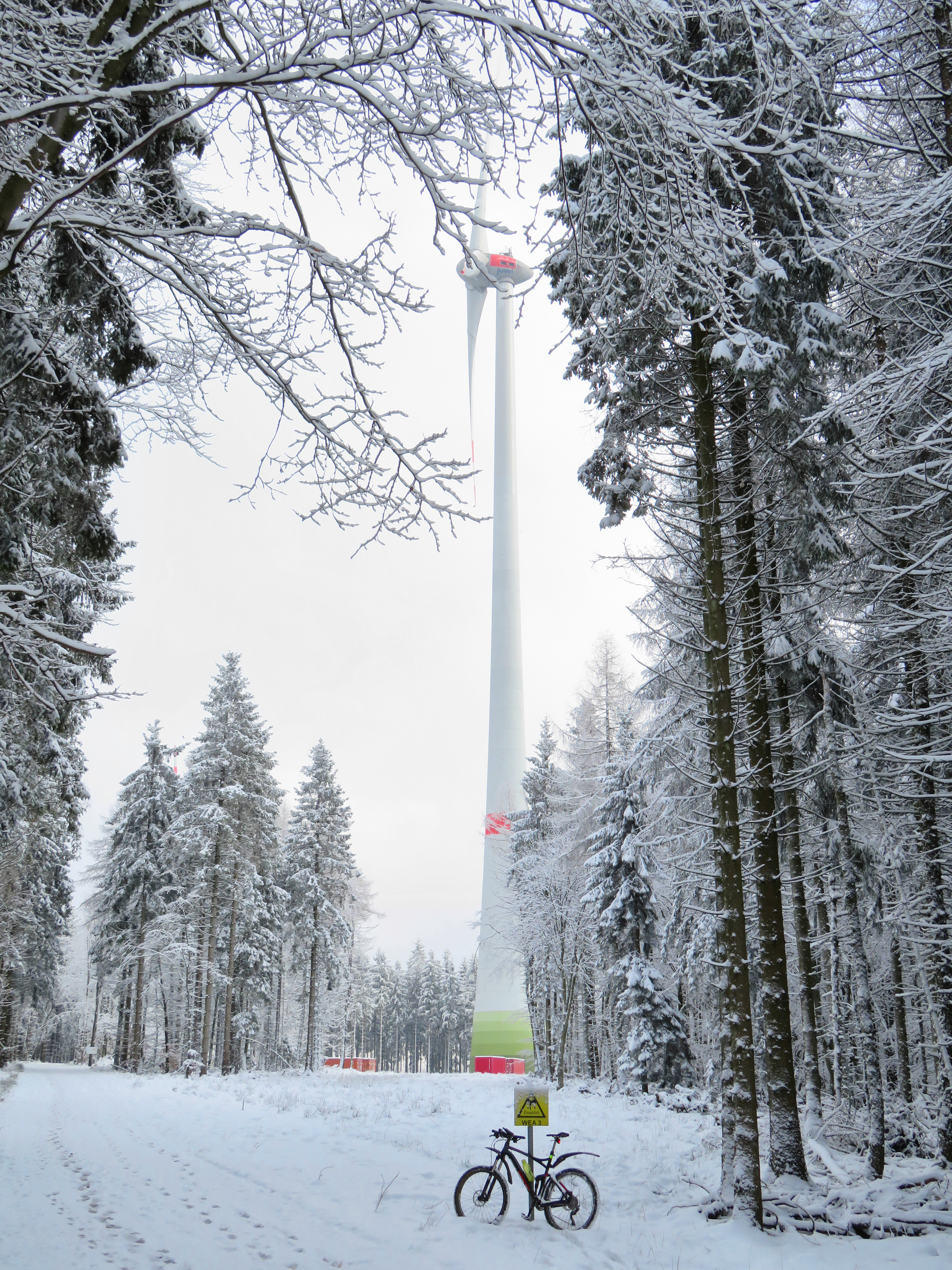
WEA 3 im Windpark Weiskirchen-Schimmelkopf

Der Schimmelkopf oder die Weiskircher Höhe erhebt sich im Hunsrückteil Schwarzwälder Hochwald auf der Grenze der Landkreise Trier-Saarburg in Rheinland-Pfalz (Norden) und Merzig-Wadern im Saarland (Süden) und ist mit 694,8 m ü. NHN der zweithöchste Berg des Saarlandes (Deutschland).

## Geographie

### Lage
Der Schimmelkopf erhebt sich im Südwestteil des Schwarzwälder Hochwaldes. Sein Gipfel liegt im Naturpark Saar-Hunsrück, der sich in Rheinland-Pfalz und im Saarland ausbreitet, 3,7 km südöstlich des Manderner Kernorts und 3,3 km südlich des Waldweilerer Kernorts (beide in Rheinland-Pfalz) sowie 4,8 km nördlich des Weiskirchener Kernorts und 3,7 km nordwestlich des Waderner Ortsteils Steinberg (beide im Saarland). Nordöstlicher Bergnachbar ist der in Rheinland-Pfalz liegende Teufelskopf (695 m ü. NHN).

### Naturräumliche Zuordnung
Der Schimmelkopf gehört in der naturräumlichen Haupteinheitengruppe Hunsrück (Nr. 24), in der Haupteinheit Hoch- und Idarwald (242) und in der Untereinheit Schwarzwälder Hochwald (242.0) zum Naturraum Greimerather Hochwald (242.00).

### Fließgewässer
Nördlich des Schimmelkopfs entspringt der Ruwer-Zufluss Burkelsbach und westlich der Siebenbornbach, dessen Abfluss über den Winkelbach den Burkelsbach erreicht. Westsüdwestlich liegt die Quelle des Holzbachs und auf der Südflanke jene von dessen Zufluss Schlittentaler Bach. Auf dem Südhang des Übergangsbereichs zum Teufelskopf entspringt im Osten der Kübelbach, der den südöstlich des Schimmelkopfs fließenden Wahnbach speist.

## Zweithöchster Berg des Saarlands
Im 20. Jahrhundert galten Dollberg und Schimmelkopf (Weiskircher Höhe) mit dem auf volle Meter angegebenen Wert von 695 m ü. NN Höhe als höchste Erhebungen des Saarlandes. Laut genauen Vermessungen des Landesamts für Kataster-, Vermessungs- und Kartenwesen vom Jahr 2005 ist der Schimmelkopf mit 694,8 m ü. NHN um 0,6 m niedriger als der Dollberg (695,4 m ü. NHN) und somit die zweithöchste Erhebung des Saarlandes.

## Schutzgebiete
Bis auf südöstliche Hanglagen des Schimmelkopfs reichen Teile der Naturschutzgebiete (NSG) Oberes Wahnbachtal (CDDA-Nr. 318896; 2002 ausgewiesen; 46,45 ha groß) und Unteres Wahnbachtal-Kirmesbruch (CDDA-Nr. 166027; 1987; 58,37 ha), bis auf südwestliche Hanglagen solche des NSG Holzbachtal (CDDA-Nr. 163779; 1990; 58,43 ha). Auf Weiskirchener Seite liegen Teile des Landschaftsschutzgebiets Wald von Saarschleife über Mettlach bis Steinberg und Lösterwald östlich Wadrill (CDDA-Nr. 390144; 1952; 37,2597 km²). Bis auf südöstliche Hanglagen des Berges reichen Teile des Fauna-Flora-Habitat-Gebiets Bremerkopf bei Steinberg (FFH-Nr. 6407-306; 5,64 km²), bis auf nördliche und westliche Hanglagen solche des FFH-Gebiets Ruwer und Seitentäler (CDDA-Nr. 6306-301; 43,31 km²) und bis auf südwestliche Hanglagen solche des FFH-Gebiets Holzbachtal (CDDA-Nr. 6406-303; 58 ha).

## Windpark Weiskirchen-Schimmelkopf
Im Frühjahr 2014 begannen auf dem Schimmelkopf die Arbeiten zur Errichtung des Windparks Weiskirchen-Schimmelkopf. Im Zuge dieser Arbeiten wurde der über den Berg laufende Grenzweg auf etwa 2 km Länge ausgebaut, entlang dieser Strecke wurden die Türme in einem Abstand von rund 500 m errichtet. Von der rheinland-pfälzischen Seite aus wurden die dort bestehenden Waldwege von der Kreisstraße 69 bis zur WEA1 als Baustellenzufahrt ausgebaut und genutzt. Die 4 Windkrafträder vom Typ E-115 wurden Anfang 2015 fertiggestellt und im Frühjahr 2015 in Betrieb genommen. Sie haben jeweils 115 m Rotordurchmesser und 207 m Gesamthöhe. Im Zuge des Windkraftanlagenbaus wurde der über den Gipfel verlaufende Abschnitt der Traumschleife "Weiskircher Höhentour" weitgehend zerstört.

## Verkehr und Wandern
Nördlich vorbei am Schimmelkopf führt zwischen Zerf im Westen und vorbei am zu Zerf gehörenden Weiler Hirschfelderhof nach Waldweiler im Osten die Bundesstraße 407, die dort Teil der Hunsrückhöhenstraße ist. Von dieser Straße zweigt südwestlich von Waldweiler die westlich des Berges verlaufende K 69 ab, die zur vom Hirschfelderhof kommenden K 142 führt; letztere geht nahe dem Aufeinandertreffen beider Kreisstraßen an der Grenze von Rheinland-Pfalz und Saarland in die nach Weiskirchen verlaufende K 151 über. Dort führen durch Wohngebiete und unter anderem die im Wald stehende Hochwald-Kliniken Weiskirchen passierende Stichstraßen von Süden an den Berg heran; nahe dem Klinikparkplatz, wo die ÖPNV-Haltestelle Weiskirchen Hochwaldklinik liegt, befinden sich etwas nordnordöstlich oberhalb der Klinik weitere Parkplätze.
Über den Schimmelkopf führt der Europäische Fernwanderweg E3. Die ursprünglich als Weiskircher Höhentour bezeichnete Traumschleife wurde in "Wildnistrail" umbenannt und verläuft (verkürzt gegenüber der ursprünglichen Länge von 18,5 km) nicht mehr über den Kamm des Berges, sondern am Hang entlang; er wurde vom Deutschen Wanderinstitut mit dem Prädikat Deutsches Wandersiegel zertifiziert und mit der Erlebnispunktzahl 51 bewertet. Der Berg ist außerdem auf weiteren ausgeschilderten Waldwegen zu erreichen. Auf ihm befinden sich eine Picknickbank sowie ein Informationsschild, auf dem höchste Erhebung des Saarlandes zu lesen ist; die Rückseite des Schildes wird von vielen Wanderern und Mountainbikern, die dort Nachrichten hinterlassen, als Gipfelbuch genutzt.